# Don Hall
Donald Lee Hall, född 8 mars 1969, är en amerikansk animationsfilmsregissör, röstskådespelare och manusförfattare som är mest känd för att ha regisserat filmerna Nalle Puhs film – Nya äventyr i Sjumilaskogen (2011), Big Hero 6 (2014), Raya och den sista draken (2021) och En annorlunda värld (2022) för Walt Disney Animation Studios. För sitt arbete med Big Hero 6 vann han en Oscar för bästa animerade film.
I juni 2024 tillkännagavs att Hall hade börjat arbeta för Skydance Animation, där han ska utveckla och producera en ny animerad långfilm för studion.

## Filmografi (i urval)

### Filmer
- 2011 – Nalle Puhs film – Nya äventyr i Sjumilaskogen
- 2014 – Big Hero 6
- 2021 – Raya och den sista draken
- 2022 – En annorlunda värld